# Ashlee Ankudinoff
Ashlee Ankudinoff (ur. 20 sierpnia 1990 w Sydney) – australijska kolarka torowa, wielokrotna medalistka mistrzostw świata.

## Kariera
Pierwszy sukces w karierze Ankudinoff osiągnęła w lutym 2008 roku, kiedy zdobyła srebrny medal mistrzostw Australii w drużynowym wyścigu na dochodzenie. W lipcu tego samego roku zdobyła złote medale mistrzostw świata juniorów w indywidualnym i drużynowym wyścigu na dochodzenie. W 2009 roku wzięła udział w mistrzostwach świata w Pruszkowie, gdzie wspólnie z Josephine Tomic i Sarą Kent zdobyła brązowy medal w drużynowym wyścigu na dochodzenie. Na rozgrywanych w 2010 roku mistrzostwach świata w Kopenhadze Australijki w tym samym składzie co w Pruszkowie wywalczyły złoty medal, wyprzedzając Brytyjki oraz reprezentantki Nowej Zelandii. Ponadto na mistrzostwach świata w Melbourne w 2012 roku zdobyła kolejny brązowy medal, tym razem w indywidualnym wyścigu na dochodzenie. Australijkę wyprzedziły tam tylko Alison Shanks z Nowej Zelandii oraz Brytyjka Wendy Houvenaghel.